# Kloster Hillersleben

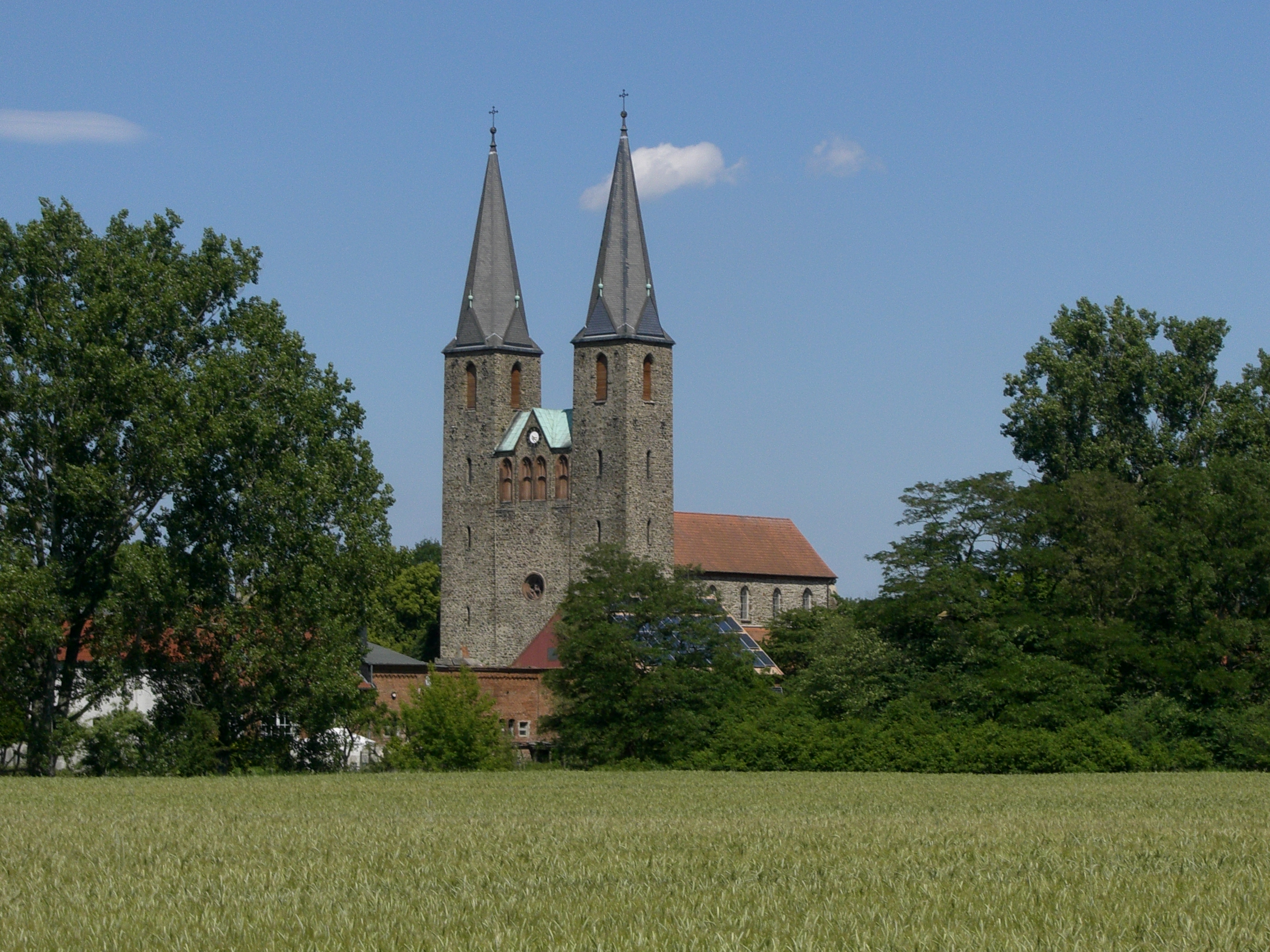
Kirche des ehemaligen Klosters Hillersleben

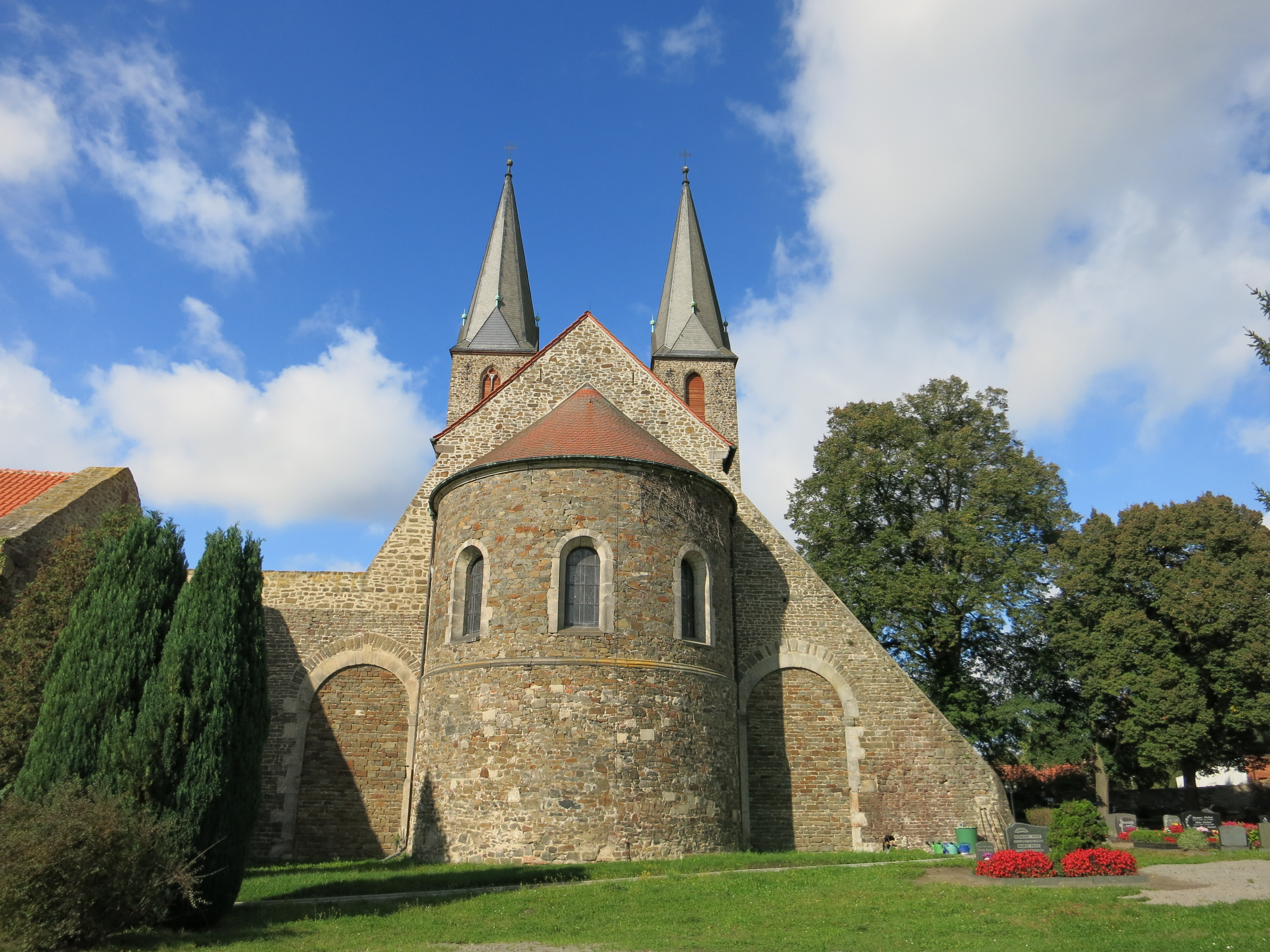
Ansicht der Apsis von Osten

Das Kloster Hillersleben (Patrone: Laurentius, Stephan und Petrus) ist ein ehemaliges Nonnenkloster und spätere Mönchsabtei der Benediktiner im sachsen-anhaltischen Hillersleben. Heute wird die ehemalige Klosterkirche von der evangelischen Kirchengemeinde Hillersleben der Evangelischen Kirche in Mitteldeutschland genutzt und ist Teil der Straße der Romanik. Das Kloster ist im örtlichen Denkmalverzeichnis als Bodendenkmal eingetragen.

## Geschichte
Das Kloster Hillersleben wurde vermutlich in der zweiten Hälfte des 10. Jahrhunderts als Nonnenkloster gegründet. Nachdem es um das Jahr 1000 während der Regierung von Kaiser Otto III. bei einem Einfall der Slawen zerstört worden war, ließ Erzbischof Gero von Magdeburg das Kloster 1022 als erzbischöfliches Eigenkloster neu errichten. 1096 wurde es von Bischof Herrand von Halberstadt durch Benediktinermönche aus Ilsenburg besiedelt.
1577 schloss sich der Konvent der Augsburgischen Konfession an. 1628–1632 wurde das Kloster noch einmal katholisch, danach nahm es das Domkapitel Magdeburg in Besitz. 1687 wurde das Klostergut in eine Domäne umgewandelt.
1935 ging die Domäne an die Deutsche Heeresverwaltung über, 1945 übernahmen die sowjetischen Streitkräfte die Klosterdomäne. 1951 wurde sie im Zuge der Bodenreform an die Neubauern in Hillersleben übergeben.

## Architektur
Von der Klosterkirche St. Laurentius, St. Stephan und St. Petrus sind nur Teile eines Neubaus nach 1179 erhalten. Dieser war wahrscheinlich eine flachgedeckte Pfeilerbasilika mit Querschiff, ausgeschiedener Vierung, rechteckigem Chor mit Apsis und zwei Nebenchören, sowie einem dreiteiligen querrechteckigen Westbau mit erhöhtem Mittelteil ähnlich wie beim Dom von Minden.
Die Grundmauern wurden wahrscheinlich von einem Bauwerk aus der Zeit um 1100 übernommen. Nach Zerstörungen um 1550 wurde ein nahezu vollständiger Neubau erforderlich, der bis gegen 1600 dauerte. Die Ostteile wurden 1788 abgerissen. Nach einem Turmeinsturz im Jahr 1811 wurde in den Jahren 1859/1880 eine Erneuerung im neoromanischen Stil vorgenommen, die eine Wiedererrichtung der Apsis und der Zweiturmfront im Westen sowie von Teilen der Umfassungsmauern umfasste. Die Westtürme wurden 1863 nach einem von Friedrich August Stüler revidierten Entwurf des Baumeisters Carl Askan Stüler errichtet und nach Blitzeinschlag im Jahr 1874 in den Jahren 1878/1880 wiederaufgebaut.
Das von Konsolen getragene Tonnengewölbe mit Stichkappen im Mittelschiff entstammt dem 16. Jahrhundert, während die offenen Dachstühle über den Seitenschiffen aus dem 19. Jahrhundert datieren. Von dem hochromanischen Kernbau der Kirche sind die westlichen Vierungspfeiler und Teile des Querschiffs erhalten. Auffällig sind die Bögen über den Portalen, die denen der Kirche des Klosters Goseck, der Stiftskirche zu Quedlinburg und der Kirche des Klosters Unser Lieben Frauen Magdeburg ähneln. Bis 2011 wurde die Kirche erneut restauriert.

## Ausstattung
Die Ausstattung entstammt zum größten Teil dem Jahr 1865. Ein pokalartiger Taufstein aus der Zeit um 1580 zeigt Relief-Brustbilder, welche eine Madonna und die Heiligen Barbara, Katharina und Laurentius darstellen. 
Die Orgel ist ein Werk von Carl Böttcher aus Magdeburg aus dem Jahr 1879 und hat einen neuromanischen Prospekt. Das Werk besitzt 26 Register auf zwei Manualen und Pedal und ist damit die größte Orgel aus dieser Werkstatt. Sie wurde in den Jahren 2010 bis 2011 von der Firma W. Sauer Orgelbau umfassend renoviert.
Ein Sandsteinepitaph, das eine Nische mit einem Schriftoval für Ludolf Dietrich Ladey († 1689) zeigt, ist ebenfalls erhalten.
Der Nordturm der Kirche trägt heute drei Glocken. Die Älteste wurde 1909 durch die Gießerei Ulrich in Apolda gegossen, die beiden anderen 1926 durch die Zweigniederlassung jener Gießerei in Kempten/Allgäu.
Alle drei Glocken läuten in einem stählernen Glockenstuhl an gekröpften Jochen und sind ausschließlich von Hand zu läuten. 

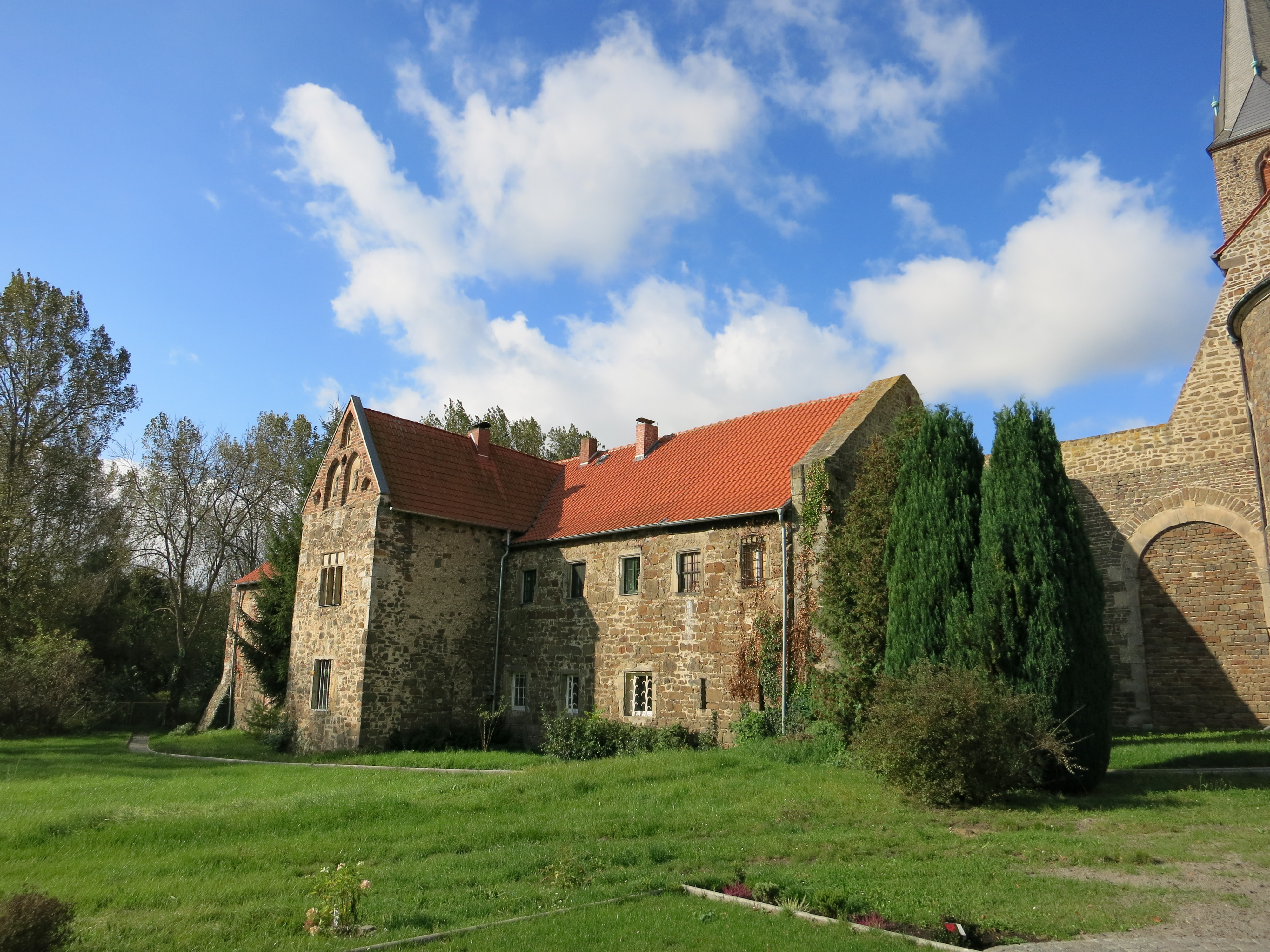
Ostflügel der Klausur von Nordost

## Klostergebäude
Die Klostergebäude entstammen dem zweiten Drittel des 12. Jahrhunderts und wurden um 1260 erneuert. Einbezogen wurde dabei das Gelände einer ehemaligen Wasserburg, die noch südlich der Klausuranlage und der Ohre nachweisbar ist. 
Südlich der Kirche liegen Reste des Kreuzgangs aus dem 13. Jahrhundert, die aus fünf Jochen des Nordflügels (seit 2001 als Gemeinderaum genutzt) und fünf Jochen des Südflügels mit Spitzbogenarkaden bestehen. Der Ostflügel mit Wohnungen ist im Kern frühgotisch. Er besteht aus einem langgestreckten, zweigeschossigen, mehrfach umgebauten Gebäude aus Grauwacke, an das wenig später der Ostvorbau angefügt wurde. Nach Westen sind zwei Spitzbogentüren, nach Süden und Osten gotische Fenster erhalten. Unter dem Ostgiebel ist das Datum 1483 angebracht, das wohl für die Errichtung des darüberliegenden Backsteingiebels gilt. In drei Blendnischen sind figürliche romanische Reliefs mit Engeln eingebaut, die wohl aus der spätromanischen Chorschranke der Kirche stammen.
Vermutlich nach einem Brand der Wirtschaftsgebäude des Klosters im Jahr 1600 erfolgte der Umbau unter dem Abt Henricus Fabritius, der durch eine Bauinschrift mit dem Abtswappen auf das Jahr 1614 datiert ist. Aus dieser Zeit stammen die im Obergeschoss erhaltenen profilierten Rechteckfenster. Das Obergeschoss enthält das Dormitorium mit Latrinen im Süden, das Untergeschoss den Kapitelsaal sowie die nördlich liegende Sakristei. Im Ostvorbau liegt ein tonnengewölbter Raum, der vermutlich einst als Kapelle diente, und darüber ein kreuzgratgewölbter Raum, der Ende des 17. Jahrhunderts die Bibliothek enthielt.